# Dům U Velryby
Dům U Velryby, někdy zvaný U Malé velryby, je dům čp. 453 na Starém Městě v Praze na Jilské ulici (č. 24). Stojí mezi domy U Červeného orla a U Deseti panen. Je chráněn jako kulturní památka České republiky.
Dům je původně gotický. První zprávy pocházejí z let 1357 a 1364. Jednalo se pravděpodobně o malý dům, což lze usoudit z cen domu po celé 15. století. Na přelomu 17. a 18. století (do roku 1707) došlo k větší, barokní, přestavbě, od té doby má stavba v podstatě dnešní půdorys. Z této přestavby se také mj. dochovaly malované trámové stropy. Větší přestavbu dům prodělal v letech 1832–1836 v klasicistním stylu, při které se změnila dispozice přízemí.